# Mesochorus frigidus
Mesochorus frigidus là một loài tò vò trong họ Ichneumonidae.